# Билинейная интерполяция
Билине́йная интерполя́ция — в вычислительной математике — обобщение линейной интерполяции одной переменной для функций двух переменных.
Обобщение основано на применении обычной линейной интерполяции сначала в направлении одной из координат, а затем в перпендикулярном направлении.
Функция билинейной интерполяции имеет вид:
{\displaystyle F(x,y)=b_{1}+b_{2}\cdot x+b_{3}\cdot y+b_{4}\cdot x\cdot y}
и интерполирует значения исходной функции двух переменных в произвольном прямоугольнике по четырём её значениям в вершинах прямоугольника и экстраполирует функцию на всю остальную поверхность.

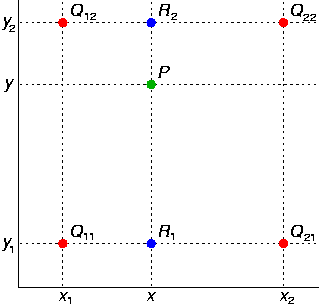
Рис. 1. В четырёх красных точках с координатами значения исходной функции известны. Требуется получить приближённое (интерполированное) значение исходной функции в зелёной точке с координатами должно быть интерполировано

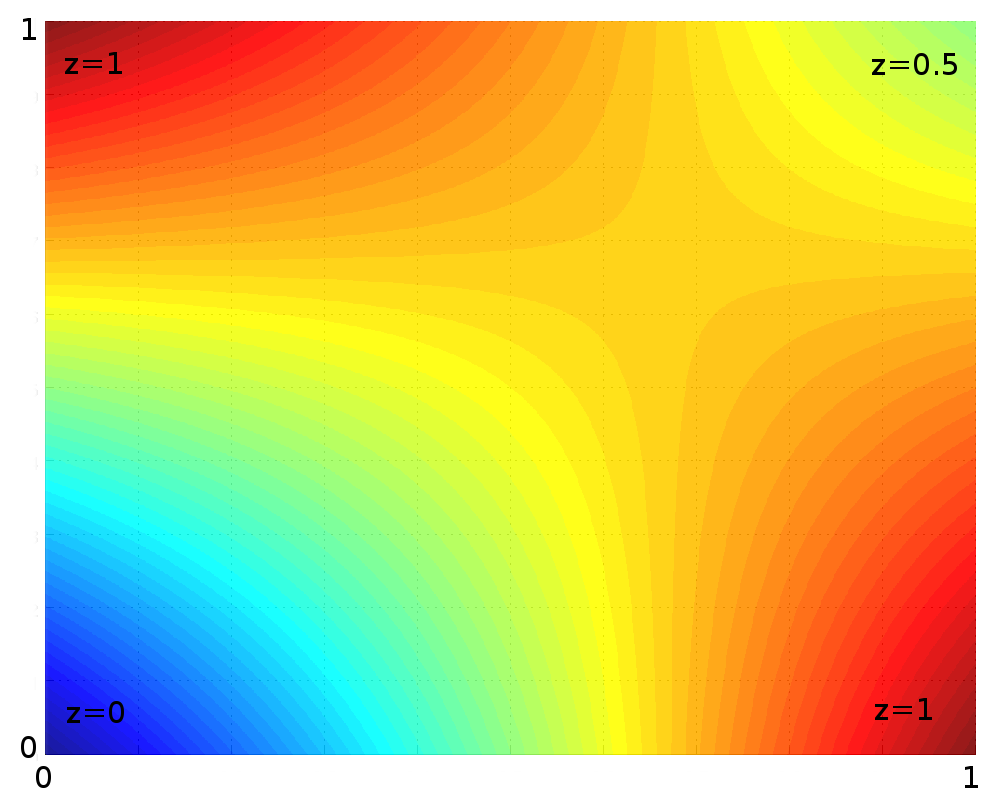
Рис. 2. Пример билинейной интерполяции в единичном квадрате. Значения интерполируемой функции в вершинах в этом примере равны 0; 1; 1 и 0,5. Интерполированные значения функции внутри квадрата в каждой точке представлены условным цветом

Рис. 3 Функция билинейной интерполяции порождает линейчатую поверхность

## Принцип построения билинейной интерполяции
Допустим, что необходимо интерполировать значение функции {\displaystyle f(x,y)} в точке {\displaystyle P=(x,y)}. Значения функции в окружающих точку {\displaystyle P} точках {\displaystyle Q_{11}=(x_{1},y_{1}),} {\displaystyle Q_{12}=(x_{1},y_{2}),} {\displaystyle Q_{21}=(x_{2},y_{1})} и {\displaystyle Q_{22}=(x_{2},y_{2})} известны (рис. 1).
Первым шагом линейно интерполируется значение вспомогательных точек {\displaystyle R_{1}} и {\displaystyle R_{2}} вдоль оси абсцисс, где
{\displaystyle R_{1}=(x,y_{1})}
{\displaystyle R_{2}=(x,y_{2})}
{\displaystyle f(R_{1})\approx {\frac {x_{2}-x}{x_{2}-x_{1}}}f(Q_{11})+{\frac {x-x_{1}}{x_{2}-x_{1}}}f(Q_{21})}
{\displaystyle f(R_{2})\approx {\frac {x_{2}-x}{x_{2}-x_{1}}}f(Q_{12})+{\frac {x-x_{1}}{x_{2}-x_{1}}}f(Q_{22})}
Теперь проводится линейная интерполяция между вспомогательными точками {\displaystyle R_{1}} и {\displaystyle R_{2}}.
{\displaystyle f(P)\approx {\frac {y_{2}-y}{y_{2}-y_{1}}}f(R_{1})+{\frac {y-y_{1}}{y_{2}-y_{1}}}f(R_{2}).}
Это и есть интерполируемое (экстраполируемое) значение функции {\displaystyle f(x,y)}, причём значения интерполирующей функции {\displaystyle F(x,y)} равны значениям интерполируемой функции в исходных точках {\displaystyle (x_{1},y_{1});(x_{1},y_{2});(x_{2},y_{1});(x_{2},y_{2})}:
{\displaystyle {\begin{aligned}f(x,y)&\approx F(x,y)={\frac {f(Q_{11})}{(x_{2}-x_{1})(y_{2}-y_{1})}}(x_{2}-x)(y_{2}-y)\ +\\&+{\frac {f(Q_{21})}{(x_{2}-x_{1})(y_{2}-y_{1})}}(x-x_{1})(y_{2}-y)\ +\\&+{\frac {f(Q_{12})}{(x_{2}-x_{1})(y_{2}-y_{1})}}(x_{2}-x)(y-y_{1})\ +\\&+{\frac {f(Q_{22})}{(x_{2}-x_{1})(y_{2}-y_{1})}}(x-x_{1})(y-y_{1}).\end{aligned}}}
Другим эквивалентным способом неизвестные коэффициенты {\displaystyle b_{1},\ b_{2},\ b_{3},\ b_{4}} интерполирующей функции (интерполянта) можно найти из решения системы линейных уравнений относительно коэффициентов интерполянта {\displaystyle F(x,y)=b_{1}+b_{2}\cdot x+b_{3}\cdot y+b_{4}\cdot x\cdot y}:
{\displaystyle f(Q_{11})=b_{1}+b_{2}\cdot x_{1}+b_{3}\cdot y_{1}+b_{4}\cdot x_{1}\cdot y_{1},}
{\displaystyle f(Q_{12})=b_{1}+b_{2}\cdot x_{1}+b_{3}\cdot y_{2}+b_{4}\cdot x_{1}\cdot y_{2},}
{\displaystyle f(Q_{21})=b_{1}+b_{2}\cdot x_{2}+b_{3}\cdot y_{1}+b_{4}\cdot x_{2}\cdot y_{1},}
{\displaystyle f(Q_{22})=b_{1}+b_{2}\cdot x_{2}+b_{3}\cdot y_{2}+b_{4}\cdot x_{2}\cdot y_{2}.}
В частном случае, когда известны значения интерполируемой функции в точках, являющихся вершинами единичного квадрата с координатами вершин (0, 0), (0, 1), (1, 0), и (1, 1), формула билинейной интерполяции упрощается до:
{\displaystyle f(x,y)\approx F(x,y)=f(0,0)\,(1-x)(1-y)+f(1,0)\,x(1-y)+f(0,1)\,(1-x)y+f(1,1)xy.}
Или же в обозначениях умножения векторов на матрицу:
{\displaystyle f(x,y)\approx {\begin{bmatrix}1-x&x\end{bmatrix}}{\begin{bmatrix}f(0,0)&f(0,1)\\f(1,0)&f(1,1)\end{bmatrix}}{\begin{bmatrix}1-y\\y\end{bmatrix}}}
Обратите внимание, что сам интерполянт не линеен, а билинеен:
{\displaystyle F(x,y)=b_{1}+b_{2}x+b_{3}y+b_{4}xy,}
где
{\displaystyle b_{1}=f(0,0)}
{\displaystyle b_{2}=f(1,0)-f(0,0)}
{\displaystyle b_{3}=f(0,1)-f(0,0)}
{\displaystyle b_{4}=f(0,0)-f(1,0)-f(0,1)+f(1,1)}.
Результат билинейной интерполяции не зависит от порядка шагов по координатам. Возможно сначала интерполировать между заданными точками вдоль оси ординат и затем, получив два вспомогательных значения, интерполировать между ними вдоль оси абсцисс.

## Обобщение билинейной интерполяции на функции трёх и более переменных
Интерполянт билинейной интерполяции можно записать в виде:
{\displaystyle F(x,y)=\sum _{i=0}^{1}\sum _{j=0}^{1}a_{ij}x^{i}y^{j}=a_{00}+a_{10}x+a_{01}y+a_{11}xy,}
соответственно, интерполянт трилинейной интерполяции функции трёх переменных {\displaystyle f(x,y,z)} записывается как:
{\displaystyle F(x,y,z)=\sum _{i=0}^{1}\sum _{j=0}^{1}\sum _{k=0}^{1}a_{ijk}x^{i}y^{j}z^{k}=}
{\displaystyle =a_{000}+a_{100}x+a_{010}y+a_{001}z+a_{110}xy+a_{101}xz+a_{011}yz+a_{111}xyz.}
Неизвестные коэффициенты {\displaystyle a_{ijk}} находятся из решения системы 8-ми линейных уравнений по известным значениям интерполируемой функции {\displaystyle f(x,y,z)} в 8-ми точках, принадлежащих вершинам прямоугольного параллелепипеда в координатах {\displaystyle x,y,z}:
{\displaystyle f(x_{0},y_{0},z_{0})=a_{000}+a_{100}x_{0}+a_{010}y_{0}+a_{001}z_{0}+a_{110}x_{0}y_{0}+a_{101}x_{0}z_{0}+a_{011}y_{0}z_{0}+a_{111}x_{0}y_{0}z_{0},}
{\displaystyle f(x_{1},y_{0},z_{0})=a_{000}+a_{100}x_{1}+a_{010}y_{0}+a_{001}z_{0}+a_{110}x_{1}y_{0}+a_{101}x_{1}z_{0}+a_{011}y_{0}z_{0}+a_{111}x_{1}y_{0}z_{0},}
{\displaystyle f(x_{0},y_{1},z_{0})=a_{000}+a_{100}x_{0}+a_{010}y_{1}+a_{001}z_{0}+a_{110}x_{0}y_{1}+a_{101}x_{0}z_{0}+a_{011}y_{1}z_{0}+a_{111}x_{0}y_{1}z_{0},}
{\displaystyle f(x_{0},y_{0},z_{1})=a_{000}+a_{100}x_{0}+a_{010}y_{0}+a_{001}z_{1}+a_{110}x_{0}y_{0}+a_{101}x_{0}z_{1}+a_{011}y_{0}z_{1}+a_{111}x_{0}y_{0}z_{1},}
{\displaystyle f(x_{1},y_{1},z_{0})=a_{000}+a_{100}x_{1}+a_{010}y_{1}+a_{001}z_{0}+a_{110}x_{1}y_{1}+a_{101}x_{1}z_{0}+a_{011}y_{1}z_{0}+a_{111}x_{1}y_{1}z_{0},}
{\displaystyle f(x_{1},y_{0},z_{1})=a_{000}+a_{100}x_{1}+a_{010}y_{0}+a_{001}z_{1}+a_{110}x_{1}y_{0}+a_{101}x_{1}z_{1}+a_{011}y_{0}z_{1}+a_{111}x_{1}y_{0}z_{1},}
{\displaystyle f(x_{0},y_{1},z_{1})=a_{000}+a_{100}x_{0}+a_{010}y_{1}+a_{001}z_{1}+a_{110}x_{0}y_{1}+a_{101}x_{0}z_{1}+a_{011}y_{1}z_{1}+a_{111}x_{0}y_{1}z_{1},}
{\displaystyle f(x_{1},y_{1},z_{1})=a_{000}+a_{100}x_{1}+a_{010}y_{1}+a_{001}z_{1}+a_{110}x_{1}y_{1}+a_{101}x_{1}z_{1}+a_{011}y_{1}z_{1}+a_{111}x_{1}y_{1}z_{1}.}
В случае линейной интерполяции функции {\displaystyle N} переменных {\displaystyle f(u_{1},u_{2},...u_{N})} линейный интерполянт будет:
{\displaystyle F(u_{1},u_{2},...u_{N})=\sum _{i_{1}=0}^{1}\sum _{i_{2}=0}^{1}...\sum _{i_{N}=0}^{1}a_{i_{1}i_{2}...i_{N}}u_{1}^{i_{1}}u_{2}^{i_{2}}...u_{N}^{i_{N}}.}
{\displaystyle 2^{N}} коэффициентов интерполянта {\displaystyle a_{i_{1}i_{2}...i_{N}}} находятся из решения системы {\displaystyle 2^{N}} линейных уравнений по известным значениям интерполируемой функции {\displaystyle f(u_{1},u_{2},...u_{N})} в вершинах прямоугольного гиперпараллелепипеда.

## Использование билинейной интерполяции
Билинейная интерполяция применяется при обработке числовых данных, в метеорологии и гидродинамике, сопротивлении материалов, в компьютерной графике, для компенсации ошибок перемещения инструмента по координатам  в станках с ЧПУ и др.

### Билинейная интерполяция двумерных векторных полей
Помимо интерполяции скалярного двумерного поля, — то есть функции двух переменных (координат), билинейная интерполяция также применяется для интерполяции двумерных векторных полей. При такой интерполяции интерполируются обе компоненты векторного поля — проекции вектора в точках на оси координат. Результат интерполяции двух скалярных функций — компонентов вектора, порождает интерполированный вектор.
Этот подход применяется в метеорологии для построения интерполированной карты ветров в прямоугольной области по измеренным данным значений векторов ветра в опорных точках, принадлежащих вершинам прямоугольника.

### Билинейная интерполяция в компьютерной графике

Рис. 4. Некоторые распространённые виды одномерной и двумерной интерполяций.
Заданные значения функции изображены цветными точками, значение функции в интерполируемой точке — черными точками.
Изображены одномерная и двумерная интерполяции к ближайшему соседу, линейная, квадратическая, кубическая билинейная, биквадратная и бикубическая интерполяции

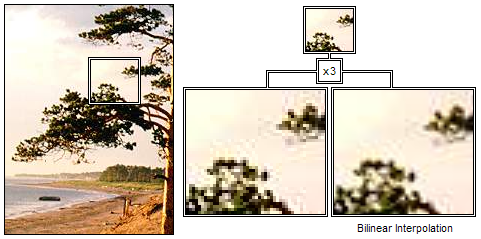
Рис. 5. Пример увеличения части изображения — простым масштабированием и с применением билинейной интерполяции

В компьютерной графике билинейная интерполяция наряду с другими методами интерполяций получила широкое распространение в процессе ресемплинга (или, проще говоря, масштабирования) изображений. Билинейную интерполяцию в приложениях обработки изображений обычно называют «билинейной фильтрацией». Применение этого метода обусловлено относительно низкой вычислительной ресурсоёмкости, что снижает время на ресемплинг при удовлетворительном качестве обработки изображений.
Необходимость интерполяции цветов в обработке цифровых изображений обусловлена тем, что при простом увеличении изображений без обработки происходит сильная пикселизация картинки.
Билинейная интерполяция — один из методов интерполяции и используется для вычисления цветов дополнительных пикселей ({\displaystyle P}) относительно основных, исходных, заданных в оригинальном изображении с известными цветовыми координатами {\displaystyle Q}, причем цветовые координаты пикселей, лежащих внутри прямоугольника с заданными цветовыми координатами в вершинах его, или одна цветовая координата в случае полутоновых изображений, вычисляются во всех точках между опорными точками, что позволяет сглаживать резкие границы между пикселями исходного изображения. Значения функций {\displaystyle f} в данном случае вычисляется по цветовым координатам опорных точек. При этом сторона квадрата, образованного четырьмя смежными рассматриваемыми основными точками обычно принимается за единицу.

#### Недостаток метода билинейной интерполяции при масштабировании изображений
Главный недостаток метода билинейной интерполяции при масштабировании изображений — при увеличении в {\displaystyle N} раз исходного изображения размером {\displaystyle W} на {\displaystyle H} пикселей в результате будет получено изображение размером не {\displaystyle N\cdot W} на {\displaystyle N\cdot H} пикселей, а {\displaystyle (N(W-1)+1)} на {\displaystyle (N(H-1)+1)} пикселей.
Связано это с тем, что в исходном изображении, например, по горизонтали имеется {\displaystyle W} точек, то есть {\displaystyle (W-1)} смежных пар. При увеличении изображения в {\displaystyle N} раз между каждой парой основных точек вставляется по {\displaystyle (N-1)} дополнительных точек (то есть при увеличении вдвое между основными точками вставляется ещё по одной, при увеличении втрое — по две и т. д.). Итого в результате ширина результирующего изображения будет равна сумме количества основных и дополнительных точек:
{\displaystyle W+(W-1)(N-1)=N(W-1)+1}.
Проще говоря, для пикселей по границам изображения (в каждой строке и столбце) исходного изображения не находится пары, с которой можно было бы провести интерполирование.
Для обхода данного ограничения, во-первых, обычно принимается, что в исходном и полученном изображениях цветовые значения пикселей семплированы из их центров, нежели из углов, то есть например, если принять абсолютную длину и ширину изображения равными 1, в изображении размером 2 на 2 координатами исходных точек являются (0,25; 0,25), (0,25; 0,75), (0,75; 0,25), и (0,75; 0,75), нежели (0; 0), (0; 0,5), (0,5; 0), и (0,5; 0,5) (поправка на дискретизацию). Таким образом обеспечивается правильная центровка изображения при масштабировании, но проблемными оказываются не только последняя строка и последний столбец, а все пограничные пиксели получаемого изображения в равной степени, ибо их координаты выпадают за пределы прямоугольника, очерчивающего точки семплирования исходного изображения (например, при масштабировании в 4 на 4 нужно вычислить значения в точках (0,125; 0,125), (0,125; 0,875) и т. д.). Затем, так как значения в этих точках не могут быть интерполированы, то нужно расширить исходное изображение одним из способов (выбор которого зависит от способа дальнейшего использования изображения):
- Экстраполяция значений краевых пикселей;
- Зеркальное отражение исходного изображения относительно каждого края, и центральное по углам. В качестве значений отсутствующих пикселей используются копии значений пикселей с того же края; таким образом, пиксели, выпадающие за исходные координаты, являются интерполянтами лишь в одном измерении, а в другом копиями краевых значений;
- Тесселяция исходного изображения: копии исходного изображения «приклеиваются» встык с каждого края и из углов. В качестве цветовых значений отсутствующих пикселей, таким образом, используются значения пикселей с противоположного края. Метод подходит, если интерполированное изображение само будет использоваться для тесселяции (например, для заполнения многоугольников при текстурировании).

После подобной предварительной обработки процедура билинейной интерполяции применяется в исходном виде, с получением изображения ожидаемого размера ({\displaystyle N\cdot W} на {\displaystyle N\cdot H}).